# Revolucija
Revolucija (lat. revolutio, “preokret“) je temeljita promjena moći ili organizacijskih struktura koja se događa u vrlo kratkom razdoblju. Aristotel je opisao dvije vrste političkih revolucija: 
1. Potpuna promjena iz jednog sustava u drugi
2. Izmjena trenutnog sustava[1]

Revolucije su se pojavljivale kroz našu povijest i bile su različitih načina, trajanja i ideologija. Rezultati uključuju velike promjene u kulturi, gospodarstvu i društveno-političkim ustanovama.
Akademske rasprave o tome što čini, a što ne čini revoluciju se vrte oko nekoliko pitanja. Rana proučavanja revolucija ponajprije su analizirala događaje u europskoj povijesti s gledišta psihologije, ali novija proučavanja uključuju svjetske događaje kojima se bavi i nekoliko društvenih znanosti uključujući sociologiju i politologiju. Nekoliko generacija akademske misli o revolucijama je stvorilo puno suprotstavljenih teorija i u mnogočemu doprinijelo u trenutnom razumijevanju ove složene pojave.
Većinu povijesnih revolucija prati revolucionarni teror.

## Vrste
Postoji puno različitih tipologija revolucija u društvenim znanostima i literaturama. Na primjer, klasični znanstvenik Alexis de Tocqueville razlučivao je : 1) političke revolucije 2) iznenadne i nasilne revolucije koji ne traže samo utemeljenje novog političkog sustava već transformaciju cijelog društva i 3) polagane ali brišuće transformacije cijelog društva koja se događa nekoliko generacija (pri. religija).  Jedna od nekoliko različitih marksističkih tipologija dijeli revolucije u pred-kapitalističke, rano buržoaske, buržoaske, buržoasko-demokratske, rane proleterske i socijalističke revolucije.

Charles Tilly, moderni istraživač revolucija, radi razliku između puča, smanjenja moći, građanskog rata, pobune i „veličanstvene revolucije“ (revolucije koje su preobrazile ekonomske i društvene strukture kao također i političke institucije, kao što je Francuska revolucija iz 1789. godine, Ruska revolucija iz 1917. godine ili Islamska revolucija u Iranu).
Ostale vrste revolucija, stvorene za ostale tipologije, uključuju društvene revolucije; proletersku ili komunističku revoluciju (nadahnute Marksističkim idejama kojima je cilj zamijeniti kapitalizam komunizmom); neuspjele revolucije (revolucije koje nisu uspjele osigurati moć nakon privremenih pobjeda ili prevelikih uključivanja); te nasilne kontra nenasilnih revolucija(Baršunasta revolucija).

Izraz revolucija se također rabio kako bi se obilježile velike promjene ne vezane uz politiku. Takve revolucije su obično prepoznate kao one koje su preobrazile društvo, kulturu, filozofiju i tehnoglogiju puno više nego političke sustave; često su poznate kao društvene revolucije. Neke mogu biti globalne, dok se neke mogu ograničiti samo na pojedinu zemlju. Jedan od klasičnih primjera upotrebe izraza svjetska revolucija u tom kontekstu je industrijska revolucija (uoči da takve revolucije također pristaju Tocquevillevoj definiciji „polaganih revolucija“.

## Političke i društveno-ekonomske revolucije
Možda i najčešće, riječ „revolucija“ se rabi da bi se obilježila promjena u društveno-političkim institucijama. Jeff Goodwin daje dvije definicije revolucije.  Jedna je široka, u kojoj je revolucija:
„bilo koji ili svi slučajevi u kojima je država ili politički režim svrgnut te time preobražen popularnim pokretom na nezakonit, protuustavan i/ili nasilan način”
i malo uža, u kojoj:
„pokušaj preobražaja političkih institiucija i opravdanje za politički utjecaj u društvu, ostvaren službenim i neslužbenim masovnim uključivanjem i neinstitucionalnim djelovanjima koji potkapaju vlasti”
Jack Goldstone ih definira kao:
„pokušaj preobražaja političkih insitiucija i opravdanje za politički utjecaj u društvu, ostvaren službenim i neslužbenim masovnim uključivanjem i neinstitucionalnim djelovanjima koji potkapaju vlasti”
Političke i društveno-ekonomske revolucije se proučavaju u mnogim društvenim znanostima, posebno u sociologiji, politologiji i povijesti. Među vodećim učenjacima na tom području su : Crane Brinton, Charles Brockett, Farideh Farhi, John Foran, John Mason Hart, Samuel Huntington, Jack Goldstone, Jeff Goodwin, Ted Roberts Gurr, Fred Halliday, Chalmers Johnson, Tim McDaniel, Barrington Moore, Jeffery Paige, Vilfredo Pareto, Terence Ranger, Eugen Rosenstock-Huessy, Theda Skocpol, James Scott, Eric Selbin, Charles Tilly, Ellen Kay Trimberger, Carlos Vistas, John Walton, Timothy Wickham-Crowley i Eric Wolf.

Učenjaci revolucija, kao Jack Goldstone, razlikuju četiri trenutne „generacije“ akademskog istraživanja koji se bave s revolucijama. Učenjaci prve generacije kao Gustave Le Bon, Charles A. Ellwood ili Pitirim Sorokin, su imali uglavnom samo opisni pristup te su njihove definicije pojave revolucija bili uglavnom povezani s društvenom psihologijom, kao Le Bonova teorija psihologije mase.

Druga generacija teoretičara je tražila razvoj detaljnih teorija zašto i kada revolucije nastaju, utemeljene u složenijim teorijama društvenog ponašanja. One se mogu podijeliti u tri glavna pristupa: psihološki, društveni i politički.

Radovi Ted Robert Gurra, Ivo K. Feierbranda, Rosalinda L. Feierbranda, James A. Geschwendera, David C. Schwartza i Denton E. Morrisona pripadaju prvoj kategoriji. Oni slijede teorije kognitivne psihologije i teorije frustracijeske agresije i vide uzrok revolucijama u stanju uma mase, i dok se oni razlikuju u pristupu što je točno uzrok pobuni naroda (pri. modernizacija, recesija ili diskriminacija), slažu se u da je glavni uzrok revolucije široko raširena frustracija s društveno-političkim stanjem.

Druga grupa, sastavljena od akademika kao što su Chalmers Johnson, Neil Smelser, Bob Jessop, Mark Hart, Edward A. Tiryakian, Mark Hagopian, koji su slijedili Talcott Parson-ovu strukturno-funkcionalnu teoriju u sociologiji; vidjeli su društvo kao ravnotežu između različitih resursa, zahtjeva i podsustava (političkih, kulturnih…). Nisu se slagali sa školama psihologije oko točnog uzroka neravnoteže, ali su se slagali da je stanje ozbiljne neravnoteže odgovorno za revolucije.

Napokon, treća grupa, koja uključuje pisce Charles Tilly, Samuel P. Huntington, Peter Ammann i Arthur L. Stinchcombe, je slijedila put politologije promatrajući pluralističku teoriju i teoriju sukoba interesa. Ove teorije vide događaje kao posljedice borbe za moć između suprotstavljenih interesnih skupina. Po ovom modelu, revolucije se događaju kada dvije ili više grupa se ne mogu nagoditi unutar uobičajenog procesa donošenja odluka koji je uvriježen za trenutni politički sustav te istovremeno imaju dovoljno resursa za upotrjebljavanje sile za ostvarenje svojih ciljeva.

Druga generacija teoretičara je vidjela razvoj revolucija kao proces od dva koraka; prvo, neka promjena ima za posljedicu mijenjanja sadašnjeg stanja u odnosu na prošlo; drugo, novo stanje stvara mogućnost pojave revolucije. U tom stanju, događaj koji nije moga u prošlosti uzrokovati revoluciju (pri. rat, nemir, loša žetva), sada može i dovoljan je – kakogod ako su vlasti svjesne opasnosti, mogu još spriječiti revoluciju (kroz reformu ili represiju).

Mnoga ta rana proučavanja revolucija težila su usredotočenju na četiri klasična slučaja – poznate i ne kontroverzne primjere koji praktično pristaju uz sve definicije revolucija, kao Slavna revolucija (1688.), Francuska Revolucija (1789. – 1799.), Ruska revolucija 1917., Kineska revolucija (1927. – 1949.). U svojem slavnom djelu „Anatomija revolucije“, priznati povjesničar s Harvarda, Crane Brinton, se usredotočio na engleski građanski rat, američku revoluciju, francusku revoluciju i rusku revoluciju.

U to vrijeme učenjaci su počeli analizirati stotine drugih događaja kao revolucije, te razlike u definicijama i pristupima su dali značaj novim definicijama i objašnjenjima. Teorije druge generacije su bile kritizirane zbog svojeg ograničenog geografskog područja, poteškoći u empirijskoj potvrdi te kako su mogle objasniti neke određene revolucije, a nisu objasnile zašto se revolucije nisu dogodile u ostalim društvima u vrlo sličnim situacijama.

Kritika druge generacije je vodila prema izdizanju treće generacije teorija, s piscima kao što su Theda Skocpol, Barrington Moore, Jeffrey Paige i drugi šireći stari marksistički pristup klasnoj borbi, okrećući svoju pažnju na seosko agrarnu – državnu borbu, državni sukobi s nezavisnim elitama i udar međudržavnog ekonomskog i vojnog nadmetanja na domaće političke promjene. Napose Skocpol-ova "Državna i socijalna revolucija" je postala jedno od najprepoznatljivijih dijela treće generacije. Skocpol je definirao revoluciju kao „brzu, temeljnu promjenu društva, države te klasnih struktura… popraćene i dijelom iznesene klasnim revoltom odozdo“,  pripisujući revolucijama vezu s raznim sukobima koji uključuju državu, elite i najniže klase.
Od kasnih 1980-ih nova istraživanja učenjaka su počela preispitivati dominaciju teorija treće generacije. Stare teorije su također bile upitne zbog revolucionarnih događaja koje nisu mogle jednostavno objasniti. Iranska revolucija i Nikaragvanska revolucija iz 1979. godine,  Revolucija narodne moći na Filipinima 1986. godine i Jesen naroda 1989. godine u Europi su imale više-klasne koalicije koje su svrgnule naizgled moćne režime popularnim demonstracijama i masovnim štrajkovima u nenasilnim revolucijama.

Definicija revolucije kao ponajčešće Europske i nasilne, države protiv naroda, više nije bila dovoljna. Proučavanje revolucija je zbog toga evoluiralo u tri smjera, ponajprije, neka istraživanja su pridavala prethodne ili obnovljene strukturalističke teorije revolucija događajima koje nisu analizirane, ponajviše europskim sukobima. Drugo, znanstvenice u pozivali na veću pažnju na djelatnosti u obliku ideologije i kulture u oblikovanju revolucionarnog uključivanja i ciljeva. Treće, analitičari revolucija i društvenih pokreta su shvatili da te pojave imaju jako puno zajedničkog te u „četvrtoj generaciji“ o spornim politikama se razvila u pokušajima objedinjavanja uvida proučavanja društvenih pokreta i revolucija nadajući se razumijevanju obje pojave. Revolucijama se također pristupalo iz antropološke perspektive. Crtež na Victor Turner's tekstu o ritualima i predstavama, Bjorn Thomassen se složio da revolucije se mogu razumjeti kao „granični“ trenutci: moderne političke revolucije u mnogočemu nalikuj ritualima i stoga se mogu proučavati unutar procesnog pristupa. Ovo neće podrazumijevati samo fokus na političko ponašanje „odozdo“, već također da bi se prepoznali trenutci kada su „visoko i nisko“ relativni, učinjeni nebitnima ili potkopani te kada se mikro i makro razinestapaju zajedno u kritično zajedništvo.

Dok revolucije obuhvaćaju događaje od relativno mirnih revolucija koje su zbacile komunističke režime do nasilne islamske revolucije u Afganistanu, one uključuju državne udare, građanske ratove, revolucije i pobune koje ne pokušavaju preobraziti institucije i niti opravdavaju vlasti (kao Józef Piłsudskiovim svibanjski prevrat iz 1926. godine ili američki građanski rat), također kao i mirne tranzicije u demokraciju kroz institucionalne dogovore kao što su plebisciti ili slobodni izbori, kao u Španjolskoj nakon smrti Francisco Francoa.

## Etimologija
Kopernik je nazvao svoju studiju o kretanju planeta iz 1543. godiune  "De revolutionibus orbium coelestium"  (O revoluciji nebeskih sfera) i ovo je bio ogledni primjer znanstvene revolucije. Kakogod, „revolucija“ je sigurno ovjerena u 1450. g. u smislu iznenadne promjene društvenog poretka. Politčko korištenje termina je bilo ustanovljeno u 1688. g. u opisivanju zamjene James II s William-om III. Proces je nazvan „Engleska slavna revolucija“.  Očigledno u smislu društvene promjene i geometrijskom smislu kao u „plohi rotacije“ (Surface of revolution) riječ se razvila u različitim europskim jezicima iz latinskog jezika negdje između 14. i 17. stoljećal.  „Revolt“ kao opisivanje događaja se pojavljuje poslije izraza o procesu te je dobio sličnu, ali različitu kasniju izvedenicu.

## Primjeri za kulturne, intelektualne, filozofske i tehnološke revolucije
- Renesansa
- Seksualna revolucija
- Kulturna revolucija
- Neolitska revolucija
- Industrijska revolucija
- Druga industrijska revolucija

## Hrvatska i revolucije
- Hrvatska u Revoluciji 1848.
- Antibirokratska revolucija
- Prvi demokratski izbori u SR Hrvatskoj
- Balvan revolucija

## Vanjske poveznice
- Stepan Bandera. Perspectives for Ukrainian Revolution (audiobook) Ukrainian Publishers House L.T.D. London. 1988.
- Hannah Arendt, IEP.UTM.edu, On Revolution, 1963, Penguin Classics, New Ed edition: February 8, 1991. ISBN 0-14-018421-X
- Interface journal special issue on "Crises, social movements and revolutionary transformations"  Arhivirana inačica izvorne stranice od 25. svibnja 2013. (Wayback Machine)
- Daemon.be, Revolution in Political Risk Management
- John Kekes, City-Journal.org Why Robespierre Chose Terror. The lessons of the first totalitarian revolution  Arhivirana inačica izvorne stranice od 3. siječnja 2011. (Wayback Machine), City Journal, Spring 2006.
- Plinio Correa de Oliveira, TFP.org  Arhivirana inačica izvorne stranice od 27. ožujka 2009. (Wayback Machine), Revolution and Counter-Revolution, Foundation for a Christian, Third edition, 1993. ISBN 1-877905-27-5
- Michael Barken, ZMAG.org, Regulating revolutions in Eastern Europe: Polyarchy and the National Endowment for Democracy, 1 November 2006.
- Polyarchy.org, Polyarchy Documents: Revolution
- DailyEvergreen.com, Vive la Révolution!: Revolution is an Indelible Phenomenon Throughout History by Qasim Hussaini
- Ernest Mandel, "The Marxist Case for Revolution Today", 1989